# Bellatorias frerei
Espèce
Synonymes
- Egernia frerei Günther, 1897
- Hortonia oakesi Wells & Wellington, 1985
- Hortonia shinei Wells & Wellington, 1985

Bellatorias frerei est une espèce de sauriens de la famille des Scincidae.

## Répartition
Cette espèce se rencontre :
- en Nouvelle-Guinée ;
- en Australie dans les États de Nouvelle-Galles du Sud et du Queensland.

## Description

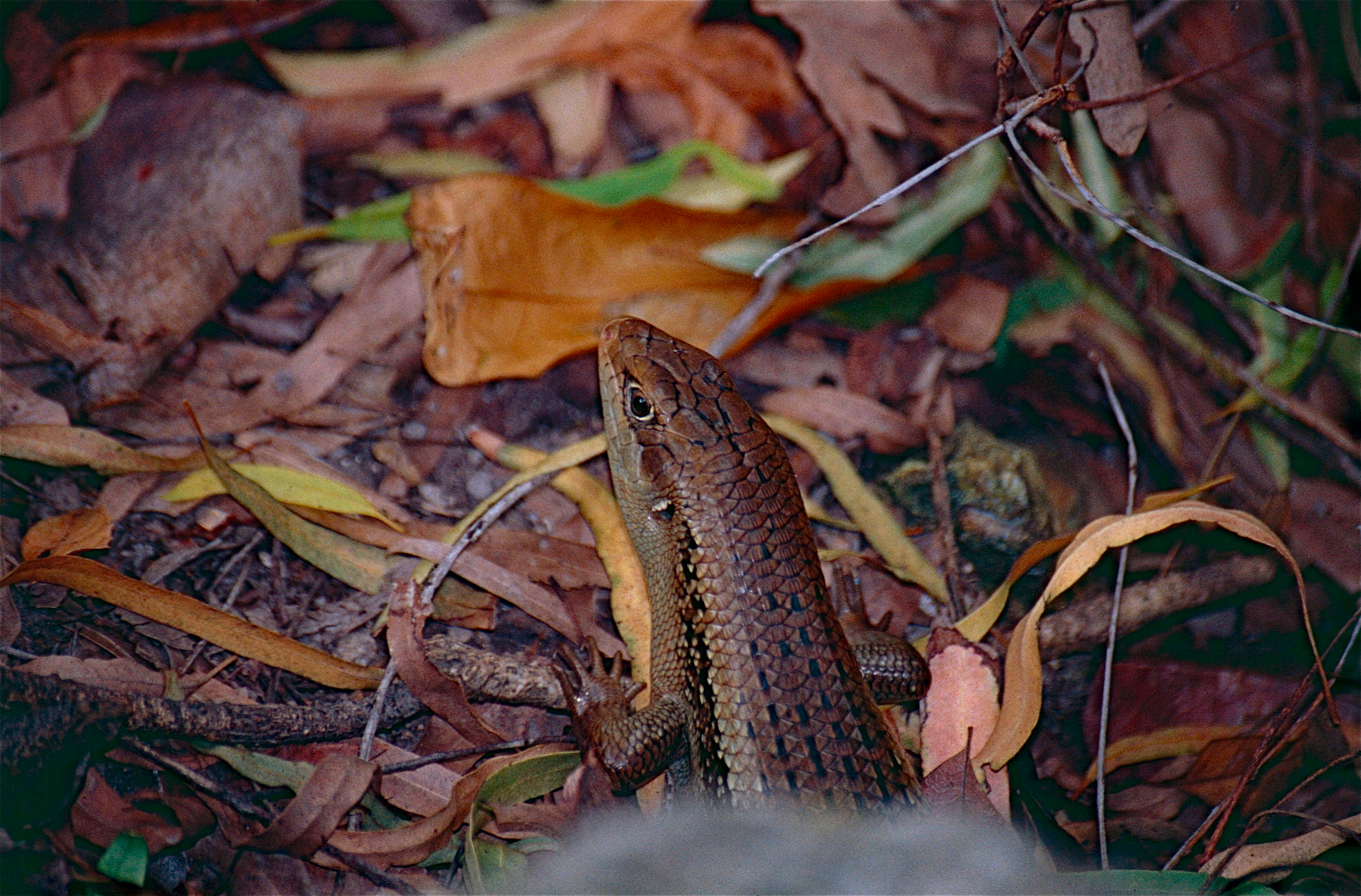

C'est un saurien vivipare.

## Étymologie
Son nom d'espèce lui a été donné en référence au lieu de sa découverte, le mont Bartle Frere, point culminant du Queensland.

## Publication originale
- Günther, 1897 : Descriptions of new species of lizards and of a tree-frog from north-eastern Queensland. Novitates Zoologicae, Zoological Museum, vol. 4, p. 403-406 (texte intégral).